# 皮勒河
皮勒河，位于中华人民共和国新疆维吾尔自治区喀什地区塔什库尔干塔吉克自治县马尔洋乡境内的一条河流，是叶尔羌河中游右岸支流，发源于昆仑山脉塔西土鲁克山西麓的莫莫克里其达坂冰川，大体自南向北流，于皮勒村以北汇入叶尔羌河。河流全长33千米，流域面积约272平方千米，年均径流量约0.21亿立方米。皮勒河穿行于高山峡谷之中，河谷两岸散落着牧民居住点，有简易牧道伴行。